# Rosularia modesta
Rosularia modesta är en fetbladsväxtart som först beskrevs av Joseph Friedrich Nicolaus Bornmüller, och fick sitt nu gällande namn av Jansson. Rosularia modesta ingår i släktet Rosularia och familjen fetbladsväxter. Utöver nominatformen finns också underarten R. m. linearifolia.